# Сель (озеро)
Сель (фр. Lac Seul) — озеро в окрузі Кенора, що на заході Північного Онтаріо, в Канаді. Озеро сьоме за площею в провінції Онтаріо, і друге з тих що розташовані цілком в провінції. Озеро, що простягнулося дугою займає площу 1 657 км². Висота на рівнем моря 357 метрів, рівень води зазнає перепадів до 3.5 метрів. З озера на захід витікає річка Інґліш, яка за 615 км впадає до річки Вінніпег, що несе свої води до однойменного озера. Замерзає в листопаді, скресає в травні.

## Біосфера
В озері дуже чиста вода. Озеро також багате на рибу, тому вважається найкращим місцем для риболовлі у всьому Онтаріо. Водяться: судак жовтий, щука звичайна, щука-маскінонг, окунь жовтий.

## Використання
Популярна рекреаційна зона. На річці Інґліш розташована ГЕС, заради цього до озера перекинули частину води від річки Олбані, та підняли рівень води в озері. В околицях розвинута деревообробна промисловість.
1. 1 2 3 4 5  Canadian Geographical Names Data Base, base de données toponymiques du Canada, Canadian Geographical Names Database — NRCan.
2. 1 2 3 4 5 6  Ontario Geographic Names Map Viewer
3. ↑  Toporama